# Emergency 4
Emergency 4, aussi connu sous le titre 911: First Responders en Amérique du Nord, est un jeu vidéo de simulation développé par le studio allemand Sixteen Tons Entertainment et publié par Take-Two Interactive en 2006 sur Windows.
Le joueur contrôle des services de secours (police, pompiers, services médicaux, services techniques) pour répondre à des accidents et catastrophes naturelles. La principale nouveauté par rapport aux opus précédents est le jeu en multijoueur.

## Le jeu
Dans Emergency 4, le joueur doit gérer les secours (police, pompiers, services médicaux, services techniques) pour répondre à des accidents et catastrophes naturelles. Les missions sont variées : il faudra par exemple porter secours à des victimes et les évacuer, éteindre des incendies, déplacer des débris, arrêter des criminels, etc. Le temps est souvent compté car le feu se propage, les victimes meurent si on ne les soigne pas, et les suspects peuvent s'enfuir, ce qui fait échouer la mission. Le joueur dispose d'un budget à gérer : ainsi il ne peut pas déployer ses hommes et véhicules n'importe comment pour ne pas être en manque de fonds à un moment crucial.
Il existe seulement trois modes de jeu : 
- Mission : Le joueur doit effectuer une série de missions le plaçant dans des scénarios divers
- Jeu sans fin : Le joueur doit veiller sur une ville dans laquelle des accidents divers surviennent aléatoirement. Pour cela il dispose d'une caserne depuis laquelle il appelle les unités de secours.
- Challenge : Comme le jeu sans fin, sauf que les accidents vont crescendo et surviennent plus rapidement.

Les modes Jeu sans fin et Challenge peuvent également être joués en multijoueur : les joueurs jouent en coopération avec le même budget, les mêmes véhicules dans la caserne et doivent se coordonner pour réussir des interventions (souvent plus importantes qu'en solo) le plus rapidement possible.

## Les modifications
Le jeu est conçu pour être modifié par les joueurs. Ainsi, une communauté s'est développée, créant et partageant ces modifications. Les modifications consistent essentiellement à remplacer les unités du jeu par des nouvelles voire à en rajouter. En effet, le jeu étant allemand, les unités représentées sont allemandes, certains ont donc réussi à introduire les services de secours anglais, américains, russes, français. Certaines modifications ajoutent même des missions supplémentaires. Ces modifications sont téléchargeable gratuitement sur internet et se lancent depuis le menu du jeu.